# Videogiochi di Sonic the Hedgehog

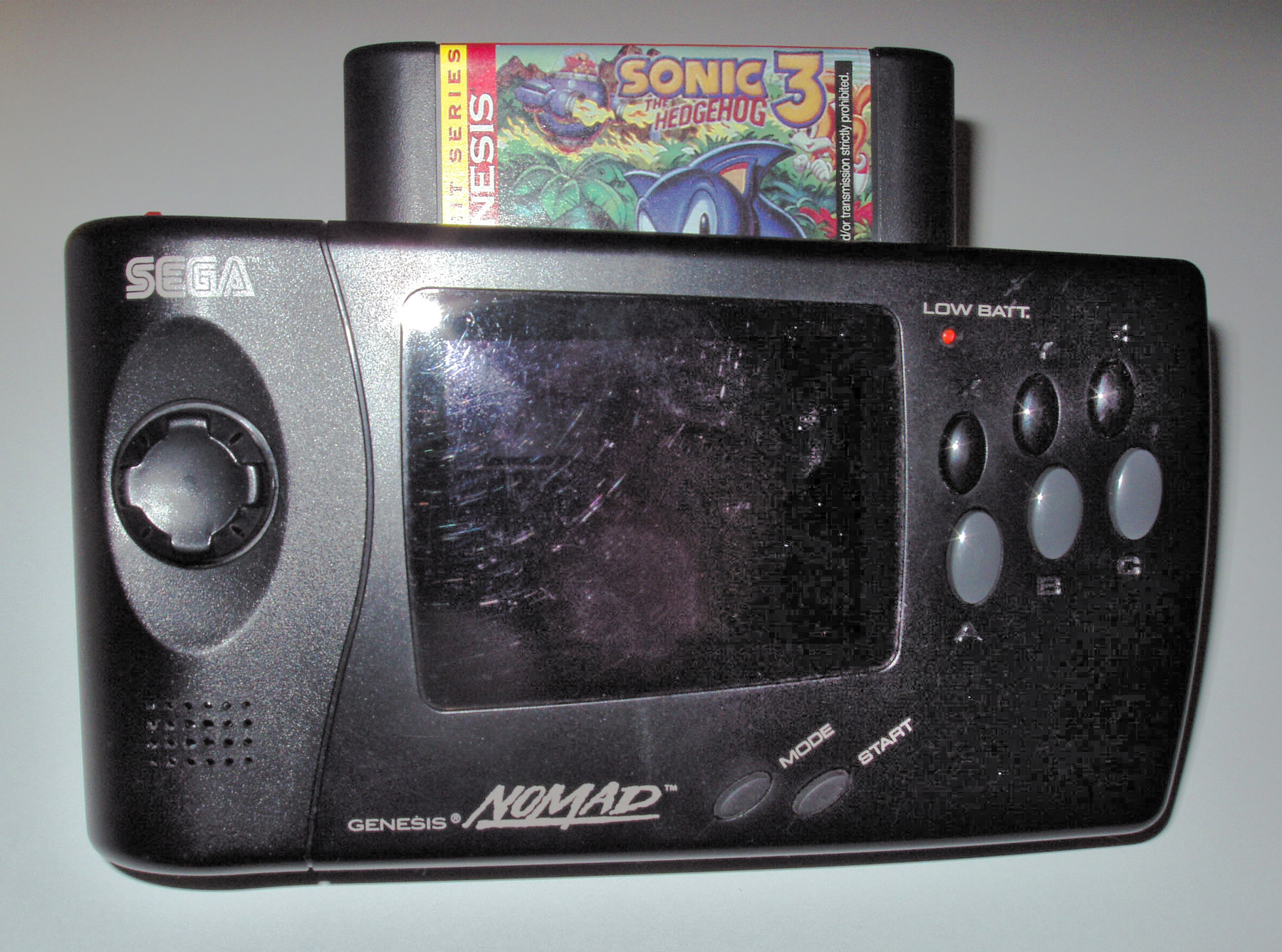
Sega Nomad con cartuccia di Sonic the Hedgehog 3

Questa voce contiene la lista dei videogiochi della serie videoludica Sonic the Hedgehog. In totale la serie conta 151 titoli.

## Serie principale
| Nome                            | Anno | Tipo | Epoca             | Console                                                                |
| ------------------------------- | ---- | ---- | ----------------- | ---------------------------------------------------------------------- |
| Sonic the Hedgehog              | 1991 | 2D   | Classica          | Mega Drive, Master System, Game Gear, PS2                              |
| Sonic the Hedgehog 2            | 1992 | 2D   | Classica          | Mega Drive, Master System, Game Gear, PS2                              |
| Sonic the Hedgehog CD           | 1993 | 2D   | Classica          | Mega CD, PC, Xbox 360, Android, PS2/PS3                                |
| Sonic the Hedgehog 3            | 1994 | 2D   | Classica          | Mega Drive, PC, PS2                                                    |
| Sonic & Knuckles                | 1994 | 2D   | Classica          | Mega Drive, PC, PS2                                                    |
| Sonic Adventure                 | 1998 | 3D   | Dreamcast         | Dreamcast, GameCube, PC, Xbox 360, PS3                                 |
| Sonic Adventure 2               | 2001 | 3D   | Dreamcast         | Dreamcast, GameCube, PC, Xbox 360, PS3                                 |
| Sonic Heroes                    | 2003 | 3D   | Dreamcast         | Gamecube, PS2, Xbox, PC                                                |
| Shadow the Hedgehog             | 2005 | 3D   | Dreamcast         | Gamecube, PS2, Xbox                                                    |
| Sonic the Hedgehog              | 2006 | 3D   | Moderna           | Xbox 360, PS3                                                          |
| Sonic Unleashed                 | 2008 | 3D   | Moderna           | Wii, PS2/PS3, Xbox 360                                                 |
| Sonic the Hedgehog 4 Episodio 1 | 2010 | 2D   | Moderna           | Wii, PS3, Xbox 360, PC                                                 |
| Sonic Colours                   | 2010 | 3D   | Moderna           | Wii, Nintendo DS/Switch, PS4, Xbox One, PC                             |
| Sonic Generations               | 2011 | 3D   | Moderna           | PS3/PS4/PS5, Nintendo 3DS/Switch/Switch 2, Xbox 360/One/Series X/S, PC |
| Sonic the Hedgehog 4 Episodio 2 | 2012 | 2D   | Moderna           | PC, PS3, Wii, Xbox 360                                                 |
| Sonic Lost World                | 2013 | 3D   | Moderna           | Wii U, Nintendo 3DS, PC                                                |
| Sonic Mania                     | 2017 | 2D   | Classica          | Nintendo Switch, PS4, Xbox One, PC                                     |
| Sonic Forces                    | 2017 | 3D   | Moderna           | Nintendo Switch, PS4, Xbox One, PC                                     |
| Sonic Frontiers                 | 2022 | 3D   | Open-Zone         | Nintendo Switch, PS4/PS5, Xbox One/Series X/S, PC                      |
| Sonic Superstars                | 2023 | 2D   | Classica          | Nintendo Switch, PS4/PS5, Xbox One/Series X/S, PC                      |
| Shadow Generations              | 2024 | 3D   | Moderna Open-Zone | Nintendo Switch/Switch 2, PS4/PS5, Xbox One/Series X/S, PC             |

## Serie principale portatile
| Nome                 | Anno | Tipo | Epoca   | Console                           |
| -------------------- | ---- | ---- | ------- | --------------------------------- |
| Sonic Advance        | 2001 | 2D   | Moderna | Game Boy Advance, N-Gage, Android |
| Sonic Advance 2      | 2002 | 2D   | Moderna | Game Boy Advance                  |
| Sonic Battle         | 2003 | 2D   | Moderna | Game Boy Advance                  |
| Sonic Advance 3      | 2004 | 2D   | Moderna | Game Boy Advance                  |
| Sonic Rush           | 2005 | 2D   | Moderna | Nintendo DS                       |
| Sonic Rush Adventure | 2007 | 2D   | Moderna | Nintendo DS                       |

## Spin-off

### Piattaforme
- Sonic the Hedgehog Chaos (1993)
- Sonic the Hedgehog: Triple Trouble (1994)
- Knuckles' Chaotix (1995)
- Tails' Skypatrol (1995)
- Tails Adventure (1995)
- Sonic Labyrinth (1995)
- Sonic 3D: Flickies' Island (Sonic 3D Blast) (1996)
- Sonic Blast (1996)
- Sonic the Hedgehog Pocket Adventure (1999)

- Serie Storybook:
  - Sonic e gli Anelli Segreti (Sonic and the Secret Rings) (2007) - Nintendo Wii
  - Sonic e il Cavaliere Nero (Sonic and the Black Knight) (2009) - Nintendo Wii
- Sonic Boom:
  - Sonic Boom: L'ascesa di Lyric (Sonic Boom: Rise of Lyric) (2014) - Nintendo WiiU
  - Sonic Boom: Frammenti di cristallo (Sonic Boom: Shattered Crystal) (2014) - Nintendo 3DS
  - Sonic Boom: Fuoco e ghiaccio (Sonic Boom: Fire and Ice) (2016) - Nintendo 3DS

### Mobile
- Sonic Jump (2005, 2012)
- Sonic Dash (2013)
- Sonic Jump Fever (2014)
- Sonic Runners (2015)
- Sonic Dash 2: Sonic Boom (2015)
- Sonic Dream Team (2023)
- Sonic Rumble (2025)
- Sonic Blitz (2025)

### Guida
- Sonic Drift (1994)
- Sonic Drift 2 (1995)
- Sonic R (1997)
- Sonic Riders (2006)
- Sonic Rivals (2006)
- Sonic Rivals 2 (2007)
- Sonic Riders: Zero Gravity (2008)
- Sonic & Sega All-Stars Racing (2010)
- Sonic Free Riders (2010)
- Sonic & All-Stars Racing Transformed (2012)
- Team Sonic Racing (2019)
- Sonic Racing: Crossworlds (2025)

### Party
- Sonic Shuffle (2000)
- Mario & Sonic ai Giochi olimpici (2007)
- Mario & Sonic ai giochi olimpici invernali (2009)
- Mario & Sonic ai giochi olimpici di Londra 2012 (2011)
- Mario & Sonic ai Giochi olimpici invernali di Sochi 2014 (2013)
- Mario & Sonic ai Giochi olimpici di Rio 2016 (2016)
- Mario & Sonic ai Giochi olimpici di Tokyo 2020 (2019)

### Altri
- Sonic Eraser (1991)
- Sonic the Hedgehog Spinball (1993)
- Dr. Robotnik's Mean Bean Machine (1993)
- Sonic the Hedgehog's Gameworld (1994)
- Tails e il Music Maker (1994)
- Sonic's Schoolhouse (1996)
- Sonic Pinball Party (2003)
- Sonic Chronicles: La Fratellanza Oscura (Sonic Chronicles: The Dark Brotherhood) (2008)
- LEGO Dimensions (2016)
- The Murder of Sonic the Hedgehog (2023)

### Giochi per cabinati
- Waku Waku Sonic Patrol Car (1991)
- Sonic the Hedgehog (1993)
- SegaSonic Cosmo Fighter Galaxy Patrol (1993)
- SegaSonic the Hedgehog (1993)
- Sonic the Hedgehog 2 (1993)
- Sonic the Fighters (1996)
- Sonic & SEGA All-Stars Racing (2011)
- Sonic Dash (2014)
- Mario & Sonic ai Giochi Olimpici di Rio 2016 (2016)

### Compilation
- Sonic 2 in 1 (1995)
- Sonic Compilation (1995)
- Sonic & Knuckles Collection (1996)
- Sonic & Garfield Pack (1996)
- Sonic Jam (1997)
- Sonic Mega Collection (2002)
- Sonic Mega Collection Plus (2004)
- Sonic Gems Collection (2005)
- Sonic PC Collection (2009)
- Sega Mega Drive Ultimate Collection (2009)
- Sonic Classic Collection (2010)
- Sega Mega Drive Classic Collection Gold Edition (2011)
- Sonic Origins (2022)

### Espansioni e Remastered
- Sonic the Hedgehog 3 & Knuckles (1994)
- Knuckles the Echidna in Sonic the Hedgehog 2 (1994)
- Sonic Adventure: Limited Edition (1998)
- Sonic Adventure International (1999)
- Sonic Adventure 2: Battle (2001)
- Sonic Adventure DX: Director's Cut (2003)
- Sonic Mania Plus (2018)
- Sonic Colours: Ultimate (2021)
- Sonic Origins Plus (2023)
- Sonic Frontiers: L'ultimo orizzonte (2023)
- Sonic X Shadow Generations (2024)

### Giochi per i cellulari
- Sonic Golf (2002)
- Speed (2002)
- Sonic Fishing (2002)
- Sonic Billiards (2002)
- Good Friend Chao! (2002)
- Sonic Bowling (2002)
- Dr. Eggman's Number Guess Panic! (2002)
- Sonic's Mine Sweeper (2002)
- Sonic Racing Shift Up (2002)
- Sonic Golf C-Mode Cup (2002)
- Sonic Putter (2003)
- Sonic Darts (2003)
- Sonic Racing Kart (2003)
- Sonic Reversi (2003)
- SonicN (2003)
- Tails' Flying Get (2004)
- Sonic Hopping (2004)
- Sonic Hopping 2 (2004)
- Sonic Hearts (2004)
- Sonic Panel Puzzle (2004)
- Sonic Gammon (2004)
- Sonic Jump (2005)
- Sonic's Millionaires (2005)
- Amy's American Page One (2005)
- Sonic Kart 3D X (2005)
- Sonic the Hedgehog Part One (2005)
- Sonic the Hedgehog Part Two (2005)
- Shadow Shoot (2006)
- Sonic Reversi Hyper (2006)
- Sonic Golf 3D (2006)
- Sonic's 7 Narabe (2006)
- Speed DX (2006)
- Sonic the Hedgehog 2 Dash (2006)
- Sonic the Hedgehog 2 Crash (2006)
- Sonic's Napoleon (2006)
- Sonic Speed DX (2007)
- Sonic's Time Limit Train (2007)
- Sonic's Casino Poker (2007)

## Serie crossover

### SerieSega Superstars
- Sega Superstars (2004)
- Sonic Riders: Zero Gravity (2008)
- Sega Superstars Tennis (2008)
- Sonic & Sega All-Stars Racing (2010)
- Sonic & All-Stars Racing Transformed (2012)
- Sega Heroes (2018)

### SerieMario & Sonic
- Mario & Sonic ai Giochi olimpici (2007)
- Super Smash Bros. Brawl (2008)
- Mario & Sonic ai giochi olimpici invernali (2009)
- Mario & Sonic ai giochi olimpici di Londra 2012 (2011-2012)
- Mario & Sonic ai Giochi olimpici invernali di Sochi 2014 (2013)
- Super Smash Bros. for Nintendo 3DS e Wii U (2014)
- Mario & Sonic ai Giochi olimpici di Rio 2016 (2016)
- Super Smash Bros. Ultimate (2018)
- Mario & Sonic ai Giochi olimpici di Tokyo 2020 (2019)

## Videogiochi annullati
I seguenti videogiochi della serie sono stati annullati per motivi sconosciuti.
- Sonic's Edusoft (1991): Titolo educativo sviluppato da Tiertex previsto per Sega Master System.
- Sister Sonic (1993): Videogioco a piattaforme basato su Popful Mail sviluppato da Falcom previsto per Sega Mega Drive o Sega Mega CD[1][2]. In origine dovevano essere sostituiti i personaggi dal titolo originale con quelli della serie Sonic tra cui sarebbe stata introdotta una sorella del protagonista, chiamata appunto Sister Sonic come da titolo[3][4].
- Sonic Saturn (1995): Accanto alla produzione di Sonic X-treme, Sega Technical Institute stava lavorando ad un altro titolo sempre per Sega Saturn noto con il nome di Sonic Saturn.
- Sonic Sports (1995): Sviluppato per Sega Mega Drive 32X, doveva essere un videogioco sportivo molto simile a Tiny Toon Adventures: ACME All-Stars ma con i personaggi SEGA tra cui Sonic, Tails e Ristar[5].
- Sonic-16 (1993): Basato sulla serie animata Sonic e creato da Sega Technical Institute, sarebbe dovuto uscire su Sega Mega Drive.
- Sonic the Hedgehog 2 CD (1992): Conosciuto anche come Super Sonic[6], doveva essere una conversione di Sonic the Hedgehog 2 per Sega Mega CD[7].
- Sonic Crackers (1994): Noto anche come Sonic Stadium, è un prototipo di Knuckles' Chaotix che doveva uscire per Sega Mega Drive[8][9].
- Sonic Jr. (1994): Capitolo educativo per Sega Pico che doveva presentare Sonic in versione bambino.
- Sonic Pool (1995): Originariamente Sonic Pool non era altro che l'insieme di livelli bonus presenti in Sonic Saturn i quali sarebbero basati sul gioco del biliardo. In seguito alla cancellazione del gioco, fu pensato di spostare tali extra come fasi speciali per la versione Sega Saturn di Sonic 3D: Flickies' Island ma l'idea fu poi scartata per via dei limiti di tempo e fu sostituita da una versione 3D delle stesse presenti però in Sonic 2.
- Sonic the Hedgehog 3 Limited Edition: Chiamato Sonic 3 + negli appunti di Sonic Mars, doveva essere una compilation di Sonic the Hedgehog 3 e Sonic & Knuckles per Sega Mega Drive ad opera di Sonic Team.
- Sonic Ride (1994): Titolo per arcade sviluppato da Sega AM3.
- Sonic Mars (1995): Capitolo che doveva uscire per Sega Mega Drive 32X sviluppato da Sega Technical Institute ma fu poi cancellato per via delle limitazioni tecniche della console per poi spostare il progetto su Sega Saturn in favore di Sonic X-treme.
- Sonic X-treme (1997): Progetto travagliato tra Sonic Team e Sega Technical Institute presentato all'E3 1996 previsto per Sega Saturn. Dopo un'immensa lavorazione molto complicata, il progetto fu comunque accantonato in favore di un'edizione di Sonic 3D: Flickies' Island per la medesima piattaforma.
- Sonic DS (2004): Demo per Nintendo DS mostrata all'E3 2004[10]. Alcuni elementi di questo gioco sono stati poi riutilizzati per Sonic Rush, uscito nel 2005.
- Sonic the Hedgehog Extreme (2004-2005): Simulatore di guida molto simile a Sonic Riders dove i personaggi gareggiavano a bordo di hoverboard. Era sviluppato da Visionscape Interactive che doveva pubblicarlo per Xbox.
- Sonic X: Chaos Emerald Chaos (2005): In realtà si trattava di un Game Boy Advance Video prodotto da Majesco contenente gli episodi 3 e 4 dell'anime Sonic X, che doveva seguire la prima uscita avvenuta l'anno prima, Sonic X: A Super Sonic Hero che conteneva le prime due puntate.
- Sonic extReme: Una versione primordiale di Sonic Riders per Game Boy Advance che doveva essere sviluppata da Backbone Entertainment[11][12].
- Sonic: The Shadow World (2005): Un titolo proposto per PlayStation Portable che doveva essere sviluppato da Climax Studios, il quale avrebbe avuto come protagonisti sia Sonic che Shadow in un mondo dall'atmosfera cupa chiamato per l'appunto Shadow World; in questo gioco sarebbe stato rivelato che Shadow proveniva in realtà da questa dimensione, creando così delle contraddizioni con l'omonimo titolo pubblicato nel medesimo anno.

## Lista console
Qui sotto vengono elencati i titoli di videogiochi e console ove è apparso Sonic the Hedgehog:
- Sega Mega Drive/Genesis: Sonic the Hedgehog - Sonic Eraser (solo per il modem giapponese "Sega Meganet") - Sonic the Hedgehog 2 - Sister Sonic (mai pubblicato) - Sonic the Hedgehog Spinball (anche conosciuto come "Sonic Spinball") - Dr. Robotnik's Mean Bean Machine - Sonic-16 (mai pubblicato) - Sonic the Hedgehog 3 - Sonic & Knuckles - Wacky Worlds Creativity Studio - Sonic Crackers (mai pubblicato) - Sonic Compilation (in America "Sonic Classics 3 in 1") - Mega 6 Volume 3 - Sonic 3D (in America "Sonic 3D Flickies' Island", in Giappone "Sonic 3D Blast") - 6 Pak
- Sega Master System: Sonic the Hedgehog - Sonic's Edusoft (mai pubblicato) - Sonic the Hedgehog 2 - Sonic the Hedgehog Chaos (anche conosciuto come "Sonic Chaos") (in Giappone "Sonic & Tails) - Sonic the Hedgehog Spinball (anche conosciuto come "Sonic Spinball") - Dr. Robotnik's Mean Bean Machine - Sonic Blast (in Giappone "G-Sonic")
- Game Gear: Sonic the Hedgehog - Sonic the Hedgehog 2 - Sonic the Hedgehog Chaos (anche conosciuto come "Sonic Chaos") (in Giappone "Sonic & Tails") - Sonic the Hedgehog Spinball (anche conosciuto come "Sonic Spinball") - Dr. Robotnik's Mean Bean Machine - Sonic the Hedgehog Triple Trouble (anche conosciuto come "Sonic Triple Trouble") (in Giappone "Sonic & Tails 2") - Sonic Drift - Sonic Labyrinth - Sonic Drift Racing (in America ed in Giappone "Sonic Drift 2") - Tails' Skypatrol - Tails Adventure (anche conosciuto come "Tails Adventures") - Sonic Blast (in Giappone "G-Sonic")
- Sega CD: Sonic the Hedgehog (mai pubblicato) - Sonic the Hedgehog 2 CD (mai pubblicato) - Sister Sonic (mai pubblicato) - Sonic the hedgehog CD
- Sega 32X: Sonic Mars (mai pubblicato) - Knuckles's Chaotix (in Giappone "Chaotix") - Sonic Sports (mai pubblicato)
- Sega Pico: Tails e il Music Maker - Sonic the Hedgehog Jr. (mai pubblicato) - Sonic the Hedgehog's Gameworld
- Sega Saturn: Sonic X-treme (mai pubblicato) - Sonic Saturn (mai pubblicato) - Sonic Pool (mai pubblicato) - Sonic the Fighters (in America "Sonic Championship) (mai pubblicato) - Sonic 3D (im America "Sonic 3D Flickies' Island, in Giappone "Sonic 3D Blast") - Sonic Jam - Sonic R
- Dreamcast: Sonic Adventure - Sonic Adventure: Limited Edition - Sonic Adventure International - Sonic Shuffle - Sega Smash Pack - Sonic Adventure 2
- Arcade sale giochi : Waku Waku Sonic Patrol Car - Sonic the Hedgehog - SegaSonic Cosmo Fighter (anche conosciuto come "SegaSonic Cosmo Fighter Galaxy Patrol") - Sonic Ride (mai pubblicato) - SegaSonic the Hedgehog (anche conosciuto come "Sonic Arcade", "Sonic the Arcade" e "SEGASONIC Arcade") - Sonic the Hedgehog 2 - Sonic the Fighters (in America "Sonic Championship") - Sonic & Sega All-Stars Racing
- Amiga: Sonic the Hedgehog (mai pubblicato)
- Microsoft Windows: Sonic the Hedgehog CD - Sonic the Hedgehog the Screensaver - Sonic's Schoolhouse - Sonic & Knuckles Collection - Sonic 3D (in America "Sonic 3D Flickies' Island", in Giappone "Sonic 3D Blast") - Sonic R - Sega Smash Pack - Sega Smash Pack 2 - Sonic Action Pack - Sonic Action 4 Pack - Twin Pack: Sonic CD & Sonic & Knuckles Collection - Hershey's sampler - Twin Pack: Sonic 3D Blast & Sonic R - Sonic Adventure DX: Director's Cut - Sonic Heroes - Sonic Mega Collection Plus - Sonic Riders - Sonic the Hedgehog (2006) (mai pubblicato) - Sega Splash! Golf - Sonic & Sega All-Stars Racing - Sonic & Sega All-Stars Racing (con Steam) - Dreamcast Collection - Mega Drive Collection Volume 1 - Sonic Anniversary PC Pack - Sega Genesis Classic Collection Gold Edition - Sonic 3D (in America "Sonic 3D Flickies' Island, in Giappone "Sonic 3D Blast") (con Steam) - Sonic the Hedgehog Spinball (anche conosciuto come "Sonic Spinball") (con Steam) - Dr. Robotnik's Mean Bean Machine (con Steam) - Sonic the Hedgehog (con Steam) - Sonic the Hedgehog 2 (con Steam) - Sonic the Hedgehog 3 & Knuckles (con Steam) - Sonic Adventure DX: Director's Cut (con Steam) - Sonic Generations (in Giappone "Sonic Generations White Time and Space") - Sonic Generations (in Giappone "Sonic Generations White Time and Space") (con Steam) - Sonic the Hedgehog 4 (con Steam) - Sonic the Hedgehog CD (con Steam) - Sonic the Hedgehog 4: Episodio 2 (con Steam) - Sonic Adventure 2 (con Steam) - Sonic & All-Stars Racing Transformed - Sonic & All-Stars Racing Transformed (con Steam) Sonic Lost World (con Steam)
- Game.com: Sonic Jam
- Neo Geo Pocket Color: Sonic The Hedgehog Pocket Adventure (anche conosciuto come "Sonic Pocket Adventure")
- GameCube: Sonic Adventure 2: Battle - Sonic Mega Collection - Sonic Adventure DX: Director's Cut - Sonic Adventure 2-Pack - Sonic Heroes - Sonic Gems Collection - Shadow the Hedgehog - Sonic Heroes & Super Monkey Ball Deluxe - Sonic Riders
- Game Boy Advance: Sonic Advance - Sega Smash Pack - Sonic Advance 2 - Sonic Pinball Party - Sonic Battle - Sonic X: A Super Sonic Hero (anche conosciuto come "Sonic X: Game Boy Advance Video Volume 1") - Sonic X: Chaos Emerald Chaos (anche conosciuto come "Sonic X: Game Boy Advance Video Volume 2") (mai pubblicato) - Sonic Advance 3 - 2 Games in 1 Sonic Advance, Chu Chu Rocket - 2 Games in 1 Sonic Advance, Sonic Battle - 2 Games in 1 Sonic Advance, Sonic Pinball Party - 2 Games in 1 Sonic Battle, Chu Chu Rocket - 2 Games in 1 Sonic Pinball Party, Columns Crown - 2 Games in 1 Sonic Pinball Party, Sonic Battle - 2 Games in 1 Sonic Advance, Sonic Pinball Party - Sonic the Hedgehog Genesis
- PlayStation 2: Sonic Heroes - Sega Superstars (per Eye Toy) - Sonic Mega Collection Plus - Sonic Gems Collection - Shadow the Hedgehog - Sonic Riders - Sega Mega Drive Collection (in America "Sega Genesis Collection") - Sonic Riders: Zero Gravity (anche conosciuto come "Sonic Riders 2") (in Giappone "Sonic Riders: Shooting Star Story") - Sega Superstars Tennis - Sonic Unleashed (in Giappone "Sonic World Adventure") - Sega Fun Pack: Sonic Mega Collection Plus & Shadow the Hedgehog
- Xbox: Sonic Heroes - Sonic Mega Collection Plus - Sonic the Hedgehog Extreme (anche conosciuto come "Sonic Extreme" e "Sonic Extreme Racing") (mai pubblicato) - Shadow the Hedgehog - Sonic Heroes & Super Monkey Ball Deluxe - Sonic Mega Collection Plus & Super Monkey Ball Deluxe - Sonic Gems Collection (mai pubblicato) - Sonic Riders
- Digiblast: Sonic X
- N-Gage: SonicN
- Nintendo DS: Sonic DS (mai pubblicato) - Sonic Rush - Sonic Rush Adventure - Mario & Sonic ai Giochi Olimpici - Sega Superstars Tennis - Sonic Chronicles: La Fratellanza Oscura - Mario & Sonic ai Giochi Olimpici Invernali - Sega Fun Pack: Sonic Rush & Super Monkey Ball Touch and Roll - Sonic & Sega All-Stars Racing - Sonic Classic Collection - Sonic Colours (in America ed in Giappone "Sonic Colors")
- PlayStation Portable: Sonic Rivals - Sega Mega Drive Collection (in America "Sega Genesis Collection") - Sonic Rivals 2 - Sega Fun Pack: Sonic Rivals 2 & Sega Megadrive Collection (in America "Sega Fun Pack: Sonic Rivals 2 & Sega Genesis Collection") - Sonic Rivals (con PlayStation Network) - Sega Mega Drive Collection (in America "Sega Genesis Collection") (con PlayStation Network) - Sonic Rivals 2 (con PlayStation Network)
- PlayStation 3: Sonic the Hedgehog (2006) (anche conosciuto come "SONIC THE HEDGEHOG", "Sonic 2006", "Sonic: 15th Anniversary", "Sonic 360" e "Sonic Next-Gen") - Sega Superstars Tennis - Sonic Unleashed (in Giappone "Sonic World Adventure") - Sega Mega Drive Ultimate Collection (in America "Sonic's Ultimate Genesis Collection") - Sonic & Sega All-Stars Racing - Sonic the Hedgehog 4 (con PlayStation Network) - Sonic Adventure (con PlayStation Network) - Sonic the Hedgehog (con PlayStation Network) - Sonic the Hedgehog 2 (con PlayStation Network) - Sonic Generations (in Giappone "Sonic Generations White Time and Space") - Sonic the Hedgehog CD (con PlayStation Network) - Sonic Heroes (con PlayStation Network) - Sonic the Hedgehog 4: Episodio 2 (con PlayStation Network) - Sonic Adventure 2 (con PlayStation Network) - Sonic & All-Stars Racing Transformed - Sonic the Fighters (in America "Sonic Championship") (con PlayStation Network)
- Xbox 360: Sonic the Hedgehog (2006) (anche conosciuto come "SONIC THE HEDGEHOG", "Sonic 2006", "Sonic: 15th Anniversary", "Sonic 360" e "Sonic Next-Gen") - Sonic the Hedgehog (con Xbox Live Arcade) - Sonic the Hedgehog 2 (con Xbox Live Arcade) - Sega Superstars Tennis - Sonic Unleashed (in Giappone "Sonic World Adventure") - Sega Mega Drive Ultimate Collection (in America "Sonic's Ultimate Genesis Collection") - Sonic the Hedgehog 3 (con Xbox Live Arcade) - Sonic & Knuckles (con Xbox Live Arcade) - Sonic & Sega All-Stars Racing - Sonic the Hedgehog 4 (con Xbox Live Arcade) - Sonic Adventure (con Xbox Live Arcade) - Sonic Free Riders - Dreamcast Collection - Sonic Generations (in Giappone "Sonic Generations White Time and Space") - Sonic the Hedgehog CD (con Xbox Live Arcade) - Sonic the Hedgehog 4: Episodio 2 (con Xbox Live Arcade) - Sonic Adventure 2 (con Xbox Live Arcade) - Sonic & All-Stars Racing Transformed - Sonic the Fighters (in America "Sonic Championship") (con Xbox Live Arcade)
- Wii: Sonic the Hedgehog (con Virtual Console) - Dr. Robotnik's Mean Bean Machine (con Virtual Console) - Sonic e gli Anelli Segreti - Sonic the Hedgehog Spinball (con Virtual Console) - Sonic the Hedgehog 2 (con Virtual Console) - Sonic the Hedgehog 3 (con Virtual Console) - Sonic 3D (in America "Sonic 3D Flickies' Island, in Giappone "Sonic 3D Blast") (con Virtual Console) - Mario & Sonic ai Giochi Olimpici - Sega Superstars Tennis - Sonic Riders: Zero Gravity (anche conosciuto come "Sonic Riders 2") (in Giappone "Sonic Riders: Shooting Star Story") - Super Smash Bros. Brawl - Sonic the Hedgehog (con Virtual Console) - Sonic Unleashed (in Giappone "Sonic World Adventure") - Sonic the Hedgehog 2 (con Virtual Console) - Sonic the Hedgehog Chaos (anche conosciuto come "Sonic Chaos") (in Giappone "Sonic & Tails") (con Virtual Console) - Sonic e il Cavaliere Nero - Sega Fun Pack: Sonic e gli Anelli Segreti & Super Monkey Ball Banana Blitz - Mario & Sonic ai Giochi Olimpici Invernali - Sonic & Knuckles (con Virtual Console) - Sonic & Sega All-Stars Racing - Sonic the Hedgehog 4 (con Virtual Console) - Sonic Colours (in America ed in Giappone "Sonic Colors") - Mario & Sonic ai Giochi Olimpici di Londra 2012
- Leapster Learning Game System: Sonic X
- Didj: Sonic the Hedgehog
- Nintendo 3DS: Sonic Generations (in Giappone "Sonic Generations Blue Adventures") - Mario & Sonic ai Giochi Olimpici di Londra 2012 - Sonic the Hedgehog Triple Trouble (anche conosciuto come "Sonic Triple Trouble") (in Giappone "Sonic & Tails 2") (con Virtual Console) - Sonic Labyrinth (con Virtual Console) - Sonic Blast (in Giappone "G-Sonic") (con Virtual Console) - Sonic Drift Racing (in America ed in Giappone "Sonic Drift 2") (con Virtual Console) - Sonic & All-Stars Racing Transformed
- Wii U: Sonic & All-Stars Racing Transformed - Sonic Lost World - Super Smash Bros. per Nintendo 3DS e Wii U - Sonic Boom
- PlayStation Vita:Sonic Rivals (con PlayStation Network - Sega Mega Drive Collection (in America "Sega Genesis Collection") (con PlayStation Network) - Sonic Rivals 2 (con PlayStation Network) - Sonic & All-Stars Racing Transformed
- Mac OS: Sega Superstars Tennis - Sonic & Sega All-Stars Racing
- IPhone & IPod: Sonic the Hedgehog - Sonic the Hedgehog 2 - Sonic the Hedgehog Spinball (anche conosciuto come "Sonic Spinball") - Sonic ai Giochi Olimpici Invernali - Sonic the Hedgehog 4 - Sonic & Sega All-Stars Racing - Sonic the Hedgehog CD - Sonic Advance - Sonic the Hedgehog 4: Episodio 2 - Sonic Jump
- Sega Mobile Cafe: Sonic the Hedgehog - Sonic Tennis - Sonic Golf - Speed - Sonic Fishing - Sonic Billiards - Good Friend Chao! - Sonic Bowling - Dr. Eggmnan's Number Guess Panic! - Sonic's Mine Sweeper - Sonic Racing Shift Up - Sonic Golf C-Mode Cup - Sonic Putter - Sonic Darts - Sonic Racing Kart - Sonic Reversi - Tails' Flying Get - Sonic Hopping - Sonic Hopping 2 - Sonic Hearts - Sonic Panel Puzzle - Sonic Gammon - Sonic Jump - Sonic's Millionaires - Amy's American Page One - Sonic Kart 3D X - Sonic the Hedgehog Part One - Sonic the Hedgehog Part Two - Shadow Shoot - Sonic Reversi Hyper - Sonic Golf 3D - Sonic's 7 Narabe - Speed DX - Sonic the Hedgehog 2 Dash - Sonic the Hedgehog 2 Crash - Sonic's Napoleon - Sonic Speed DX - Sonic's Time Limit Train - Sonic's Casino Poker
- Sega Mobile:Sonic the Hedgehog Mobile - Sonic Jump - Sonic the Hedgehog - Sonic Jump 2 - Sonic ai Giochi Olimpici - Sonic Dash